# Bironella simmondsi
Bironella simmondsi är en tvåvingeart som beskrevs av Joaquin A. Tenorio 1977. Bironella simmondsi ingår i släktet Bironella och familjen stickmyggor. Inga underarter finns listade i Catalogue of Life.